# Leo Oracion
Heracleo "Leo" Oracion (1974) is een Filipijns bergbeklimmer.

## Biografie
Oracion bereikte op 17 mei 2006 als eerste Filipino ooit de top van de Mount Everest. Hij beklom de top samen met 20 andere bergbeklimmers. Oracion maakte deel uit van de First Philippine Mount Everest Expedition. Twee andere  leden van deze Filipijnse expeditie, Erwin Emata en Romi Garduce, bereikten een paar dagen later ook de top van de Mount Everest.